# Michelbach an der Bilz
Pour les articles homonymes, voir Michelbach (homonymie).
Michelbach an der Bilz est une commune de Bade-Wurtemberg (Allemagne), située dans l'arrondissement de Schwäbisch Hall, dans la région de Heilbronn-Franconie, dans le district de Stuttgart.